# L'Eco del Carrione
L'Eco del Carrione è stato un periodico settimanale di Carrara, pubblicato tra il 1885 e il 1911.

## Storia
L'Eco del Carrione iniziò le pubblicazioni nel 1885. Veniva stampato presso la tipografia del fondatore Federico Sanguinetti. Usciva con cadenza settimanale la domenica.
Di orientamento democratico costituzionale, fin dalle prime pubblicazioni adotta un indirizzo progressista. Apertamente anticlericale, ma non anticattolico, si fece promotore dei principi liberali contro il clericalismo. Dal punto di vista delle questioni sociali il periodico assumeva posizioni più moderate e più vicine alla borghesia cittadina. Tuttavia, alle elezioni del 1892 come alle successive amministrative sostenne i candidati delle forze democratiche.
I moti del 1894 segnano uno spartiacque nella vita del periodico: L'Eco del Carrione si sposta verso posizioni conservatrici, antioperaie e antisocialiste. Tra il 1894 e il 1896 le pubblicazioni vengono sospese, per poi riprendere il 2 gennaio 1897 con l'aggiunta del sottotitolo "Giornale di Carrara". DIventato il giornale di riferimento delle forze conservatrici, esso entrò in crisi con la nascita di nuovi giornali locali di stampo moderato.

### L'Eco del Carrione - bollettino di informazioni locali(1944)
Il 10 dicembre 1944 uscì il primo numero del bollettino che riprendeva il nome dello storico giornale carrarese. A causa della guerra la pubblicazione non continuò. Aspirava ad essere un foglio di informazioni imparziale che aiutasse nella vita quotidiana la popolazione stremata dal conflitto.